# Seconda guerra di Scutari
La seconda guerra di Scutari fu un conflitto armato nel 1419-1426 tra il Principato di Zeta (1419-1421) e successivamente il Despotato di Serbia (1421-1423) da una parte e la Repubblica di Venezia dall'altra.

## Premessa
La Prima guerra di Scutari fu condotta nel periodo 1405-1413 tra Balša III e la Serenissima. In questa guerra Balša III tentò di riprendere Scutari e la regione circostante, che fu venduto ai veneziani da suo padre Đurađ II Balšić nel 1396. Fomentando le rivolte anti-veneziane da parte della popolazione locale Balša III riuscì a catturare diverse città nel 1405. I Veneziani invece negoziarono con le città di Budva, Bar e Ulcinj ad accettare la loro sovranità. Dopo diversi anni di battaglie e negoziati, la guerra si concluse nel 1412 con un trattato che obbligava Balša III e Venezia a riportare tutto alla situazione prebellica. Nessuna delle due parti belligeranti era soddisfatta del trattato di pace e si accusavano rispettivamente di aver violato i termini concordati.

## La Guerra

### Prima Parte: Venezia e il Principato di Zeta
Nel marzo del 1419 Balša III tentò nuovamente di riconquistare Scutari e i territori circostanti. A maggio riuscì a catturare Drivast e nell'agosto 1419 il suo castello.
I veneziani tentarono di convincere i Castriota e i Ducagini per combattere contro Zeta nel 1419, ma sembra senza successo.
Essi cercarono anche di allearsi con alcuni membri importanti della nobiltà albanese come Koja Zaharia a cui fu chiesto di riconoscere la sovranità veneziana a Dagnum sede del suo territorio. Lo stesso fecero con i clan Hoti e Mataguži.

### Seconda Parte: Il Despotato Serbo e Venezia

Cambiamenti di territorio a Zeta

#### Cattura di Drivast, Sveti Srđ e Bar
Nel 1421, prima della morte di Balša III e sotto l'influenza della madre Jelena Lazarević, passò il governo di Zeta a suo zio, il despota Stefan Lazarević, regnante del Despotato di Serbia. I Veneziani non riconobbero il nuovo stato continuando ad occupare la costa con le città di Zetan e Bojana e Drivast (recentemente riconquistata). Inoltre furono espliciti nel non avere nessuna intenzione di cedere gli ex possedimenti di Balša III al despota. Nell'agosto 1421 Lazarević condusse il suo esercito a Zeta aiutato da Giovanni Castriota, il quale inviò delle truppe guidate da uno dei suoi figli. Secondo Fan Noli fu Stanisha Castriota ad essere inviato. La battaglia incomincio e furono catturate Sveti Srdj, Drivast e a metà novembre 1421 venne presa Bar.

Despotato serbo nel 1422

#### Tregua
Dopo la battaglia Lazarević concluse una tregua di sei mesi con Venezia e partì per sostenere il re Sigismondo di Lussemburgo nella sua lotta contro gli Hussiti. La tregua fu concordata fino al 15 maggio 1422..
I Veneziani approfittarono della tregua per rafforzare il presidio di Scutari trasportando soldati, cibo e armi attraverso il fiume Bojana.
Durante la tregua si tennero delle trattative di pace prima a Venezia e successivamente in Serbia tra Marco Barbarigo e lo stesso despota  Lazarević chiese la restituzione delle città contese sicché Venezia rifiutò e la guerra riprese.

#### Battaglie sul fiume Bojana
Il Desposta Stefano fece costruire delle fortezze sulla riva destra del Bojana da dove potevano controllare il fiume. Quando il capitano veneziano Niccolò Cappello fu inviato per trasportare rifornimenti di cibo assieme ad una guarnigione di arcieri a Scutari su tre galee, furono attaccati dai soldati di Mazarek e furono costretti a rientrare nel mare Adriatico. Nel luglio del 1422, il Senato veneziano ordinò a Niccolò Cappello di tornare sul fiume Bojana e completare la sua missione. Egli decise di aspettare le due galee in arrivo comandate da Marco Bembo e Marco Barbo le quali stavano trasportando soldati e armi per la distruzione della fortezza che Mazarek aveva eretto a Sveti Srđ.

#### Assedio di Scutari nel 1422
Le forze di Lazarević assediarono Scutari, probabilmente nel giugno del 1422. Nel novembre 1422 la flotta veneziana distrusse le fortezze di Mazarek sul fiume Bojana e raggiunse Sveti Srđ. A causa della bassa marea l'avanzamento fu pero bloccato.
L''assedio di Scutari volse in maniera positiva per i Veneziani. In una notte di Dicembre la guarnigione guidata dal capitano Niccolò Cappello attaccò inaspettatamente l'esercito del Despota e ruppe l'assedio. Successivamente fu rinforzata la guarnigione con 400 cavalieri e tra i 200 e i 300 soldati di fanteria.

#### Assedio di Scutari nel 1423
L'esercito Serbo, poco dopo tornò sotto la fortezza di Scutari nel gennaio 1423. Nel gennaio del 1423, Venezia convinse i Pamaliot del fiume Bojana a schierarsi con loro assieme ad altri capiclan locali come i Paštrovići, Giovanni Kastriota, i Dukagjins e Koja Zaharija. Sebbene nessuno di questi si mise a combattere per Venezia smisero però di combattere per l'esercito di Lazarević.  Inoltre il capitano del golfo veneziano Francesco Bembo offrì denaro a Giovanni Kastriota, Dukagjins e Koja Zaharija nell'aprile del 1423 per unirsi alle forze veneziane contro il despotato serbo,ma essi rifiutarono.
Nell'estate del 1423 il Despota Lazarević mandò Đurađ Branković con 8 000 cavalieri a Zeta, assediò Scutari e fece erigere nuove fortezze sul Bojana per tagliare le forniture veneziane della città assediata. Il duca Sandalj si mise a disposizione per sostenere Lazarevich.
I governatori veneziani furono incaricati di negoziare la pace.

## Fine della guerra

### Trattato di Sveti Srdj
Il conflitto si concluse nell'agosto 1423, dopo la conclusione del trattato di pace di Sveti Srdj.
In rappresentanza del Despota serbo, il trattato fu firmato da Đurađ Branković (con due testimoni che erano funzionari ottomani). Branković era il rappresentante del despota a Zeta dal 1423 ed era anche responsabile di tutte le negoziazioni. Secondo il trattato, il Despotato di Serbia conservava Drivast e Bar mentre Venezia conservava Scutari, Ulcinj e Kotor.
Venezia fu costretta a restituire Budva e la regione di Grbalj e a pagare 1 000 ducati in omaggio annuale per Scutari ai Lazarevići i quali avevano precedentemente pagato Balša III.
Entrambi accettarono di scambiare prigionieri e di radere al suolo i loro forti sul Bojana, che divenne interamente veneziano.
Dopo la firma del trattato, Francesco Bembo invitò Đurađ Branković a un ricevimento cerimoniale organizzato sulla sua nave che navigava nel Bojana, seguito da altre navi della flotta veneziana. Đurađ chiese quindi a Venezia di sostenerlo con sei galee in un'eventuale guerra contro gli ottomani e di confermargli tutti i privilegi precedentemente assegnato al padre.

### Trattato di Vučitrn
Sebbene il trattato di Sveti Srđ fosse stato firmato, c'erano molte questioni che erano rimaste irrisolte. Pertanto, la situazione fu completamente chiarita con l'accordo definitivo firmato a Vučitrn nel 1426. Il trattato di Vučitrn fu rivisto a Drivast l'11 novembre 1426.
Dopo la sua morte nel 1427 di Stefan Lazarević il potere fu assegnato a Đurađ Brankovićil quale perse il controllo di Bar contro i veneziani nel 1443.